# Walter Krupinski
Walter Krupinski, nemški častnik, vojaški pilot in letalski as, * 11. november 1920, Domnau, Vzhodna Prusija (danes Domnovo v kaliningrajski enklavi, Rusija), † 7. oktober 2000, Neunkirchen-Seelscheid, Nemčija.

## Življenjepis
Walter “Graf Punski” Krupinski je pred drugo svetovno vojno vstopil v Reichsarbeitdienst, obvezno delovno službo rajha, ki jo je tik pred izbruhom vojne leta 1939 opravil.

### Druga svetovna vojna
Po opravljeni dolžnosti dela je vstopil v vojno letalsko akademijo v Berlin-Gatowu, kjer je opravil osnovno vojaško in letalsko usposabljanje. Na dodatno šolanje za pilota lovskih letal je odšel na Dunaj in tam oktobra 1940 uspešno opravil vse preizkuse. Prva bojna enota, ki ji je bil Krupinski dodeljen je bila šesta eskadrilja dvainpetdesetega polka, 6./JG 52, s katero je letel na bojnih nalogah nad Francijo in Veliko Britanijo. Kljub pogostim spopadom s sovražnimi lovci ni dosegel nobene zračne zmage, kljub temu pa je bil februarja 1941 povišan v čin poročnika.
Septembra 1941 je bil premeščen na vzhodno fronto, kjer je dosegel svojo prvo zračno zmago nad sovjetskim lahkim bombnikom Iljušin DB-3, ki ga je sestrelil južno od Leningrada. Do konca leta je s sedmimi zmagami postal letalski as, prvič pa je bil sestreljen 25. oktobra 1942, ko je moral iz zadetega letala ranjen izskočiti s padalom. Poročnik Krupinski je bil 29. oktobra 1942 za doseženih 56 zmag v zraku odlikovan z Viteškim križem.
Do konca leta 1942 je zbral 65 zmag, nato pa je za tri mesece odšel v zaledje, kjer je v Franciji pri Ergänzungs-Jagdgruppe Ost deloval kot inštruktor za bodoče lovske pilote. V Rusijo se je vrnil 15. marca 1943, maja pa je postal poveljnik eskadrilje (Staffelkapitän) 7./JG 52, ki je imela bazo na Tamanu na Kubanskem mostišču. 5. julija 1943 je dosegel dve zračni zmagi in tako svoj izkupiček povečal na 90 sestreljenih sovražnih letal. Pri pristanku tega dne pa je s svojim lovcem Messerschmitt Bf 109 G-6 (serijska št. 20062), z oznako Beli 9, trčil s še enim Messerschmittom, Krupinski pa se je pri tem hudo poškodoval.
Avgusta je dosegel 27 zračnih zmag, vključno svojo stoto, ki jo je dosegel 18. avgusta. 125. zmago je dosegel že 27. septembra, 150. pa 12. oktobra. Dosegel je tudi tisočo zmago (svojo 154.) svoje enote in sicer 13. oktobra. Medtem je napredoval v čin nadporočnika, 2. marca 1944 pa je za 174 zmag dobil novo odlikovanje, hrastove liste k viteškemu križu (415. prejemnik).
Svojo 175. zmago je dosegel 9. marca, konec istega meseca pa je uničil še tri sovjetske tanke T-34. Krupinski je zapustil JG 52 in Rusijo 18. aprila 1944, po doseženih 177 zračnih zmagah. Poslan je bil v Nemčijo, kjer je prevzel poveljstvo nad 1./JG 5, enoto, ki se je prav tako vrnila v Nemčijo z Norveške in tam prevzela naloge varovanja rajha. V tej enoti je Krupinski dosegel dodatne štiri zračne zmage, nato pa je maja 1944 postal Gruppenkommandeur II./JG 11, ki je deloval iz baze v Hustedtu. Po začetku zavezniške operacije Overlord je bila njegova enota na hitro premeščena v Normandijo, kjer je delovala kot letalska podporna enota kopenskim silam Wehrmachta. Krupinski je tam dosegel deset zmag, nato pa je bil 12. avgusta težko ranjen, ko je njegovemu Messerschmittu Bf 109 G-5 (serijska št. 110 244) eksplodiral motor. Utrpel je hude opekline po rokah in obrazu in bil takoj poslan v bolnišnico. Takrat že stotnik Krupinski je po okrevanju 27. septembra 1944 prevzel poveljstvo nad tretjo skupino 26. lovskega polka, III./JG 26. S to enoto je dosegel še štiri zračne zmage (zmage od 192. do 195.), nato pa so enoto 26. marca 1945 razpustili. Krupinski se je nato pridružil Adolfu Gallandu in ostalim letalskim ekspertom, zbranim v elitni skupini JV 44. 2. aprila se je začel šolati za letenje na reaktivnih lovcih Messerschmitt Me 262. Do konca vojne naj bi na tem tipu letal dosegel vsaj dve zračni zmagi.
Graf Punski Krupinski je vojno končal s 197 potrjenimi zračnimi zmagami, ki jih je zbral na okoli 1.100 opravljenih bojnih nalogah. 177 zmag je dosegel nad vzhodnim, 20 pa nad zahodnim bojiščem. Sam je bil ranjen sedemkrat, štirikrat je moral iz zadetega letala izskočiti s padalom, nekajkrat pa je moral močno poškodovano letalo tudi zasilno pristati.

### Povojna leta
Po drugi svetovni vojni je bil zajet in zaprt, septembra 1945 pa je bil izpuščen. Leta 1952 je vstopil v zahodnonemško obrambno ministrstvo in leta 1957 dobil čin majorja. Takrat je odšel v Anglijo, kjer je prevzel poveljstvo nad tam stacioniranim nemškim lovskim krilom. Leta 1966 je odšel v Teksas, v ZDA, kjer je s činom brigadnega generala prevzel poveljstvo nad Luftwaffen-Ausbildungs-Kommando. Julija 1969 je postal poveljnik 3. letalske divizije  Bundesluftwaffe, leta 1971 pa je postal poveljnik štaba 2 ATAF. Oktobra 1974 je postal Krupinski vrhovni poveljnik zračne flote, 8. novembra 1976 pa se je moral po Rudlovem škandalu s činom generalporočnika predčasno upokojiti. Umrl je leta 2000 v Nemčiji.

## Odlikovanja
- Železni križec 2. in 1. razreda
- Ehrenpokal der Luftwaffe (maj 1942)
- Nemški križ v zlatu (27. avgust 1942)
- Viteški križ železnega križca (29. oktober 1942)
  - hrastovi listi k viteškemu križu (2. marec 1944)